# Monotaxis grandoculis
Monotaxis grandoculis, comúnmente conocido como besugo de ojo grande o emperador de ojo grande, es una especie de pez emperador nativo del océano Índico y el océano Pacífico occidental y central de las islas hawaianas. Habita áreas con sustratos de arena o escombros adyacentes a los arrecifes de coral a profundidades de 1 a 100 metros, principalmente entre 5 a 30 metros. Esta especie puede alcanzar una longitud de 60 cm TL aunque la mayoría no superan 40 cm. Se ha registrado que alcanza un peso de 6,7 kilogramos. Esta especie es comercialmente importante como pez comestible y también es popular como pez de caza. También se puede encontrar en el comercio de acuarios.

## Galería de imágenes

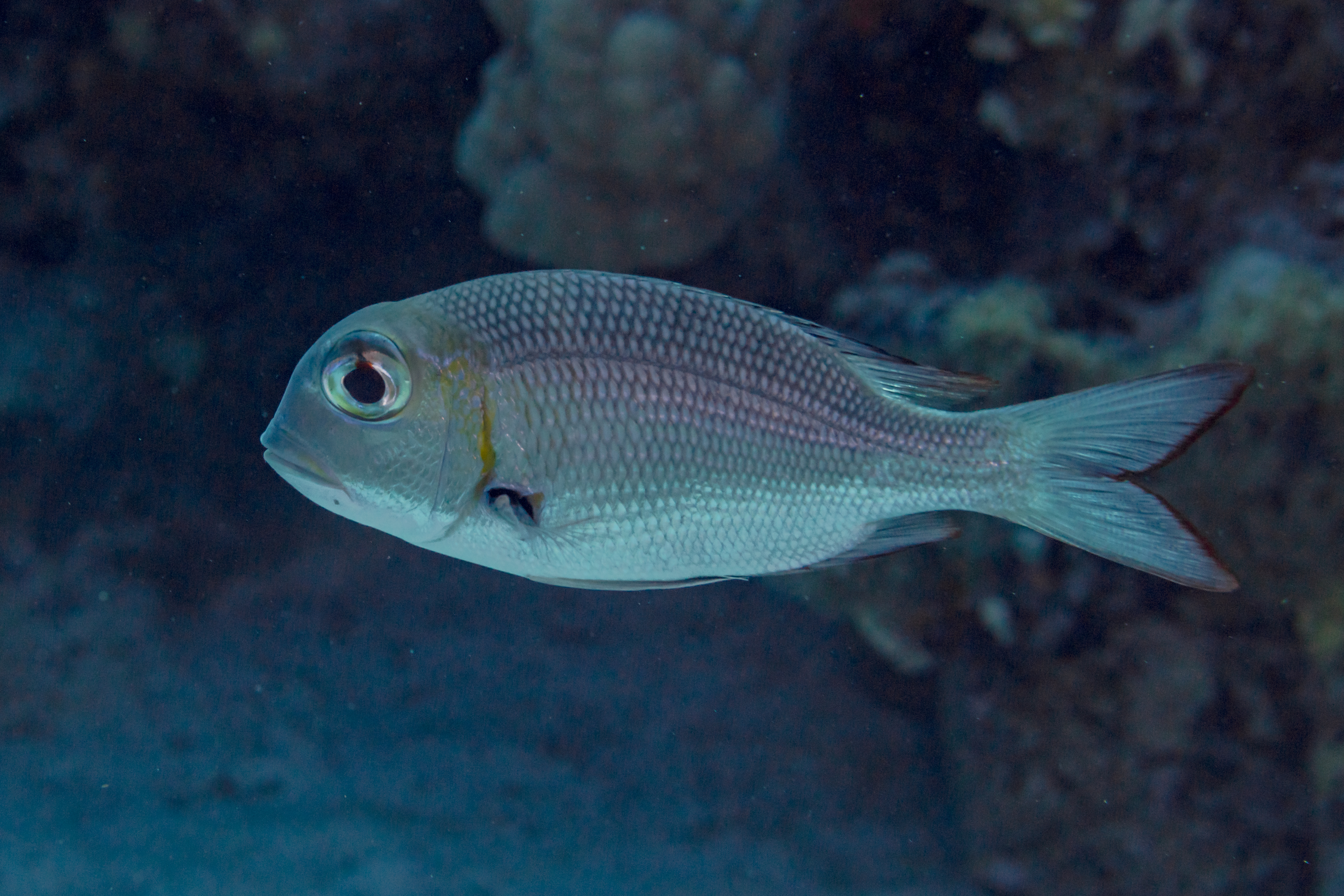
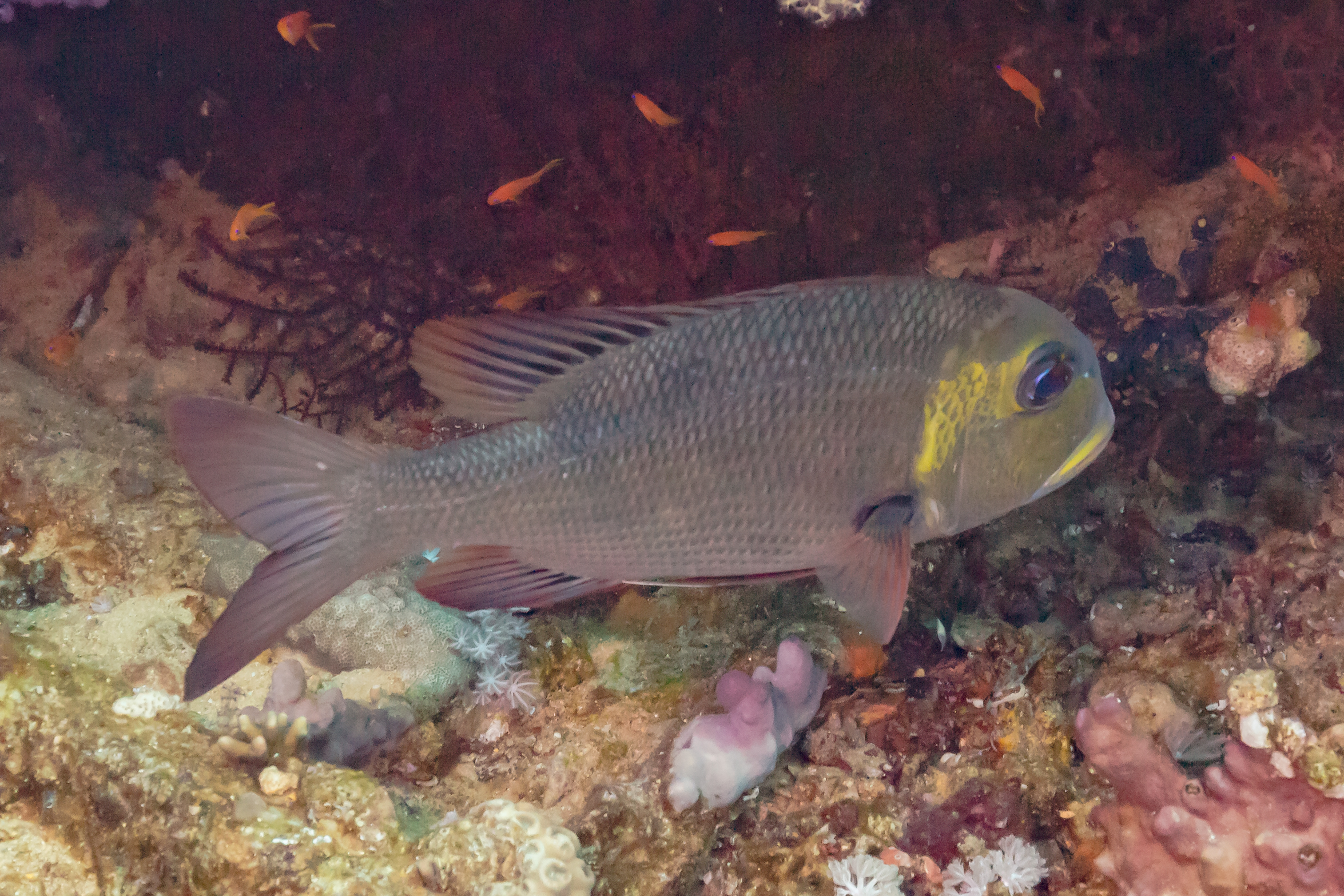
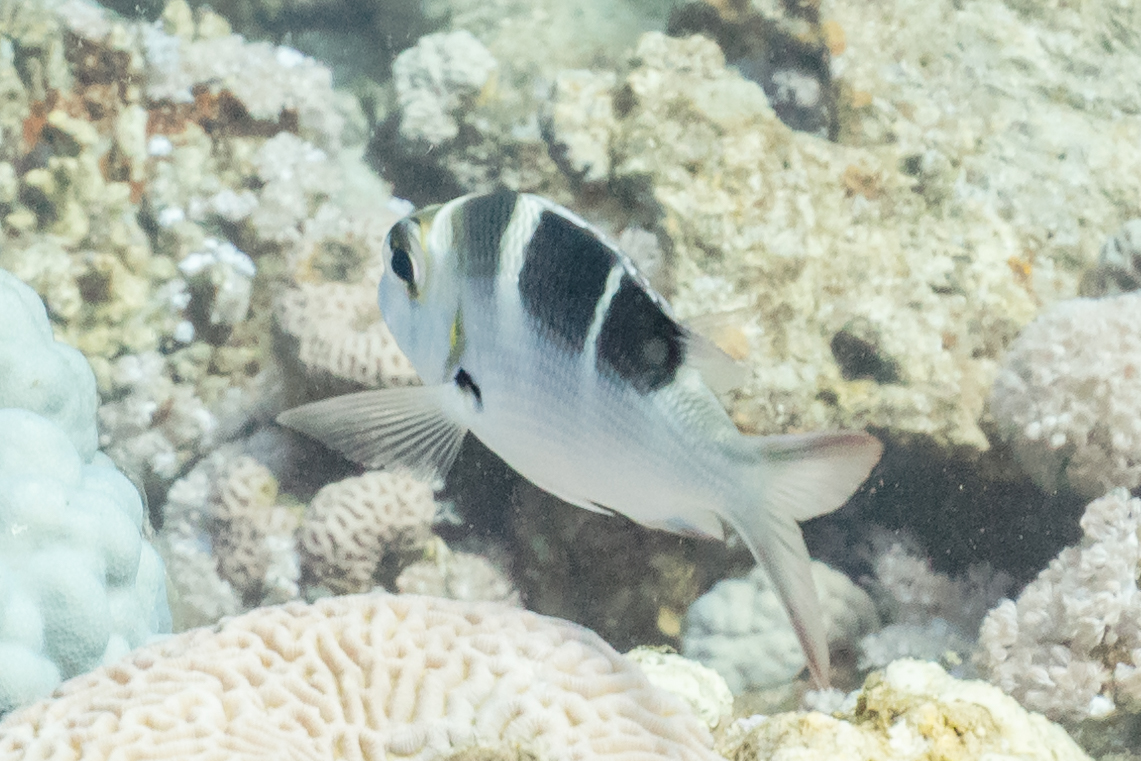
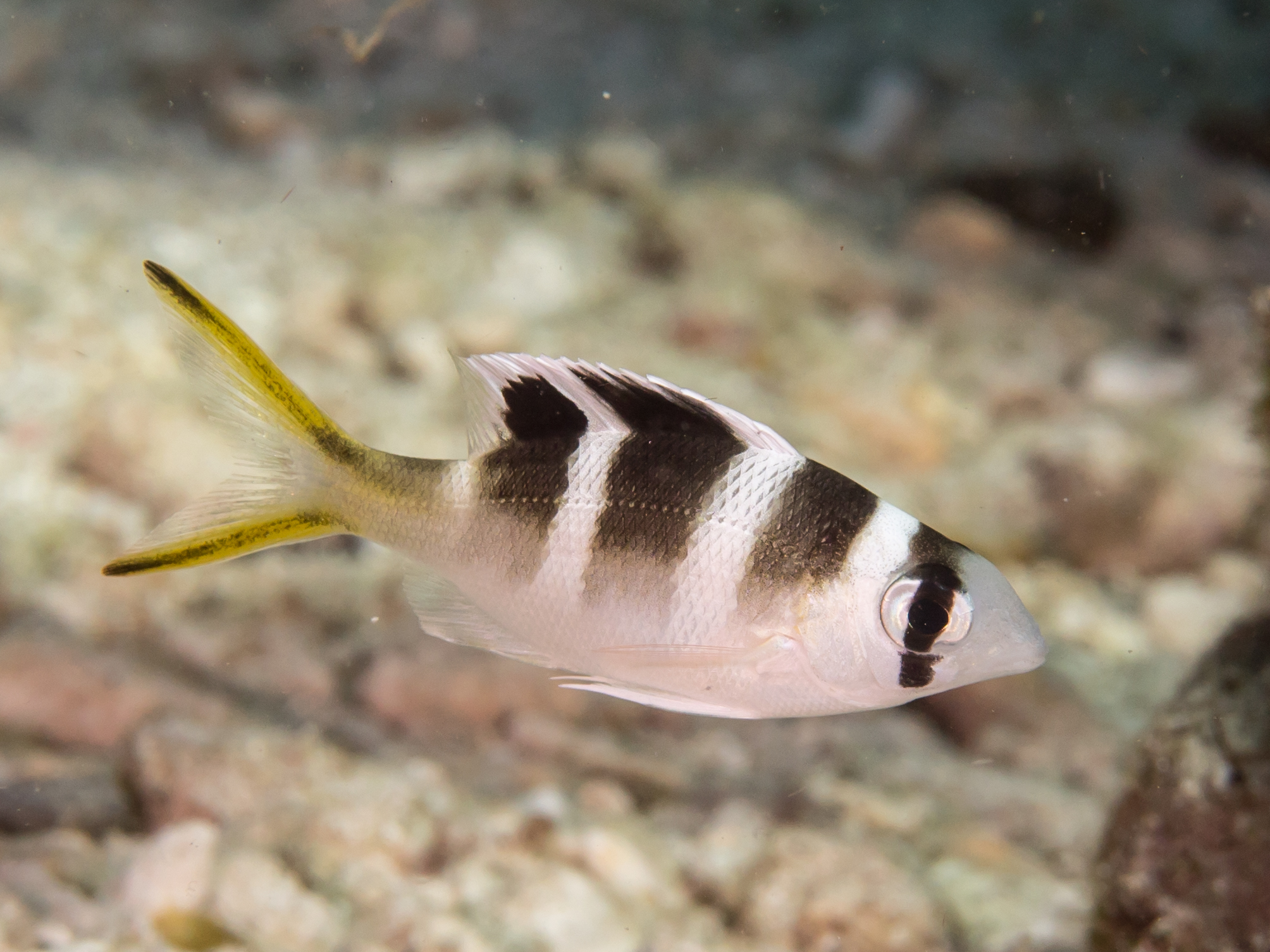